# Střední Amerika

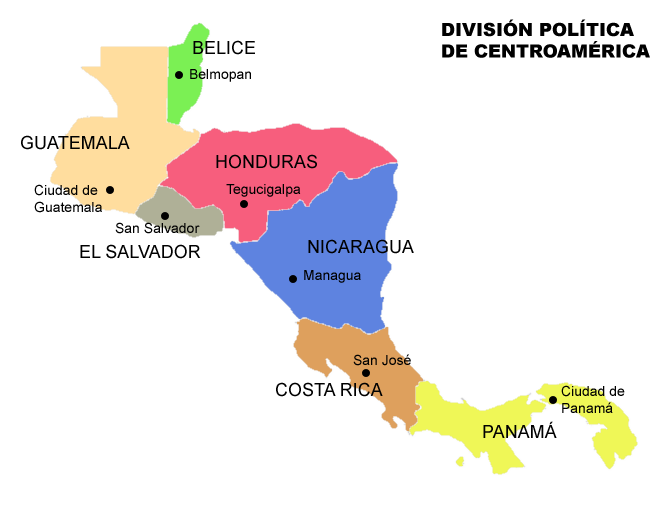
7 států běžně započítávaných do Střední Ameriky

Střední Amerika je pomyslná část amerického kontinentu. Střední Amerikou se obvykle označuje území sedmi nezávislých států Guatemala, Belize, Honduras, Salvador, Nikaragua, Kostarika a Panama. Střední Amerika bývá považována[kým?] za součást Severní Ameriky.
Střední Amerika má rozlohu přibližně 520 000 km². Šířka pevniny mezi Tichým oceánem a Karibským mořem se pohybuje od přibližně 48 km do 563 km. Pro Střední Ameriku je charakteristický vulkanismus a častá zemětřesení. Střední Amerika leží z větší části na Karibské tektonické desce. Rostlinstvo a živočišstvo je součástí tzv. neotropické zóny (společně s Karibikem a Jižní Amerikou).

## Definice pojmu Střední Amerika

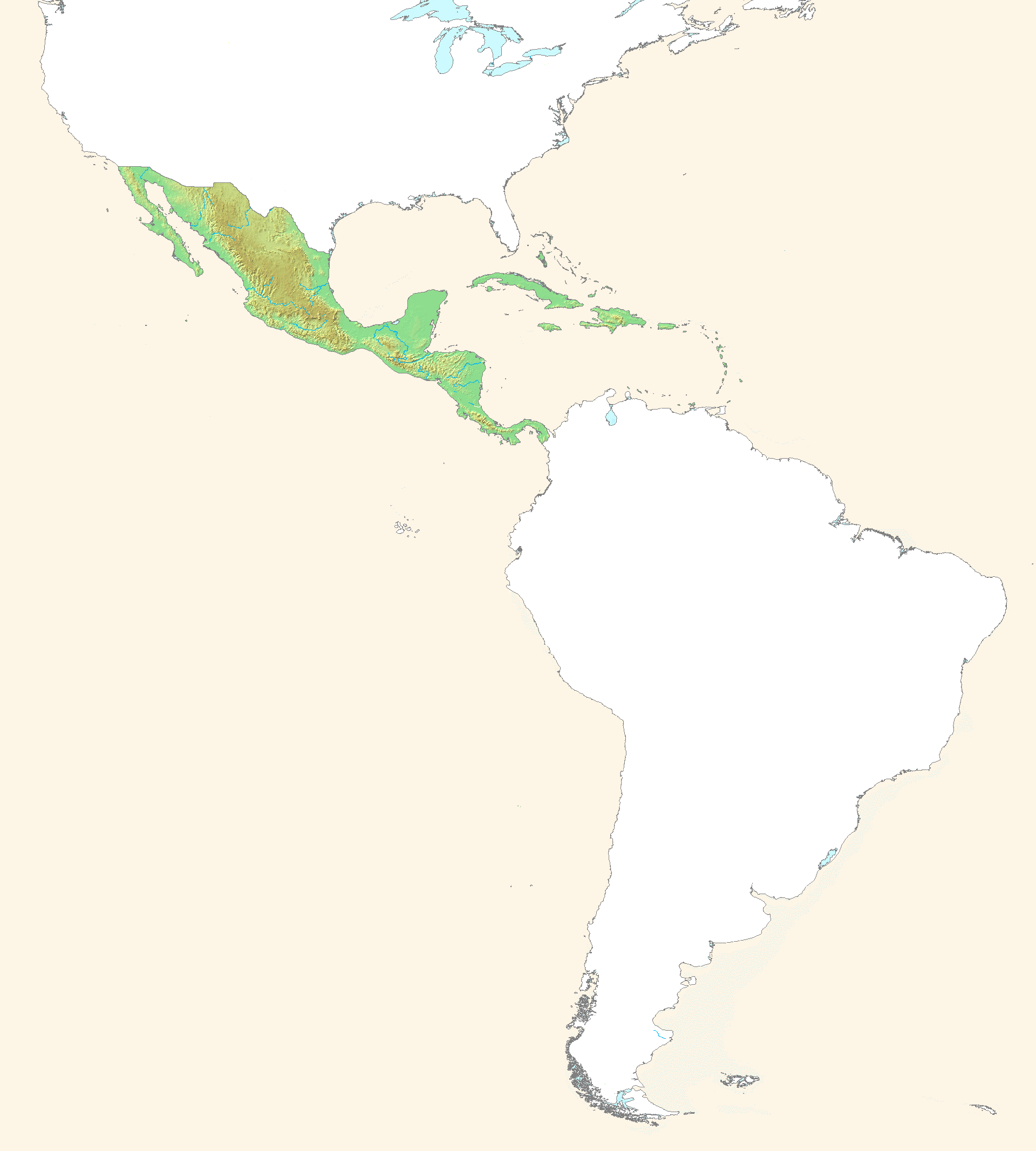
Střední Amerika v nejširším slova smyslu

Pojem „Střední Amerika“ podle různých definicí zahrnuje různé státy. V češtině je Střední Amerika nejčastěji chápána jako území mezi Mexikem a Kolumbií (7 nezávislých států). Pro toto území existují cizojazyčné výrazy Central America (anglicky), América Central (španělsky) nebo Zentralamerika (německy). Méně častější je definice Střední Ameriky jako území mezi USA na severu a pobřežím Jižní Ameriky na jihu (tz. Mexiko, Karibik a 7 výše zmíněných států).
- Geograficky může být chápáno Střední Amerikou území mezi Tehuantepeckou[2] a Panamskou šíjí. Kromě sedmi nezávislých států podle této definice spadají do Střední Ameriky mexické státy Chiapas, Tabasco, Yucatán, Campeche, Quintana Roo.
- Z historického hlediska se za středoamerické státy považují „pouze“ Guatemala, Salvador, Honduras, Nikaragua a Kostarika. Tyto státy (+ mexický stát Chiapas) sdílejí podstatnou část své historie. Za španělské koloniální nadvlády byly tyto dnes samostatné státy sdružené v generálním kapitanátu Guatemala, který administrativně spadal pod místokrálovství Nové Španělsko. Po získání nezávislosti na Španělsku tvořily krátce součást prvního mexického císařství a následně mezi roky 1823 a 1838 společně Federativní středoamerickou republiku.[3] Na rozdíl od těchto 5 států Panama spadala v minulosti pod Kolumbii a Belize (pod názvem Britský Honduras) bylo britskou kolonií.
- Ekonomické a politické definování Střední Ameriky ukazuje více pohledů dělení. Současná mezistátní spolupráce mezi 7 středoamerickými státy je nejvíce zřetelná vzájemnou spoluprací v organizaci Středoamerický integrační systém (španělsky Sistema de la Integración Centroamericana, zkratka SICA).[4] Kromě svého členství v této mezistátní organizaci má Panama silné vazby na jihoamerické státy a Belize je souběžně zapojeno též do organizace Karibského společenství (CARICOM).[5] Naopak karibský ostrovní stát Dominikánská republika, který geograficky do středoamerického regionu nespadá, ale je historicky, jazykově a kulturně blízký středoamerickým státům, je aktivní členský stát SICA.

## Přehled států
| Kód | Stát      | Rozloha (km²) | Obyvatelstvo (07/2021) | Hustota zalid. (obyv./km²) | Hlavní město        | Administrativní dělení          | Měna                     | HDP (Int$ na obyvatele v PPP) (rok 2020) | Narovnaný HDI (rok 2018) |
| --- | --------- | ------------- | ---------------------- | -------------------------- | ------------------- | ------------------------------- | ------------------------ | ---------------------------------------- | ------------------------ |
| BE  | Belize    | 22 966        | 405 633                | 17,7                       | Belmopan            | 6 distriktů                     | Belizský dolar           | 6 456                                    | 0,558                    |
| GT  | Guatemala | 108 889       | 17 422 821             | 160,0                      | Ciudad de Guatemala | 22 departementů                 | Guatemalský quetzal      | 8 854                                    | 0,472                    |
| HN  | Honduras  | 112 090       | 9 346 277              | 83,4                       | Tegucigalpa         | 18 departementů                 | Honduraská lempira       | 5 420                                    | 0,464                    |
| CR  | Kostarika | 51 100        | 5 151 140              | 100,8                      | San José            | 7 provincií                     | Kostarický colón         | 21 031                                   | 0,645                    |
| NI  | Nikaragua | 130 370       | 6 243 931              | 47,9                       | Managua             | 16 departementů                 | Nikaragujská córdoba     | 5 570                                    | 0,501                    |
| PA  | Panama    | 75 420        | 3 928 646              | 52,1                       | Ciudad de Panamá    | 9 provincií + 4 indiánská území | Panamská balboa + USD    | 26 775                                   | 0,626                    |
| SV  | Salvador  | 21 041        | 6 528 135              | 310,3                      | San Salvador        | 14 departementů                 | Americký dolar + Bitcoin | 8 499                                    | 0,521                    |

## Historie

Historický vývoj států v oblasti Střední Ameriky a Karibiku

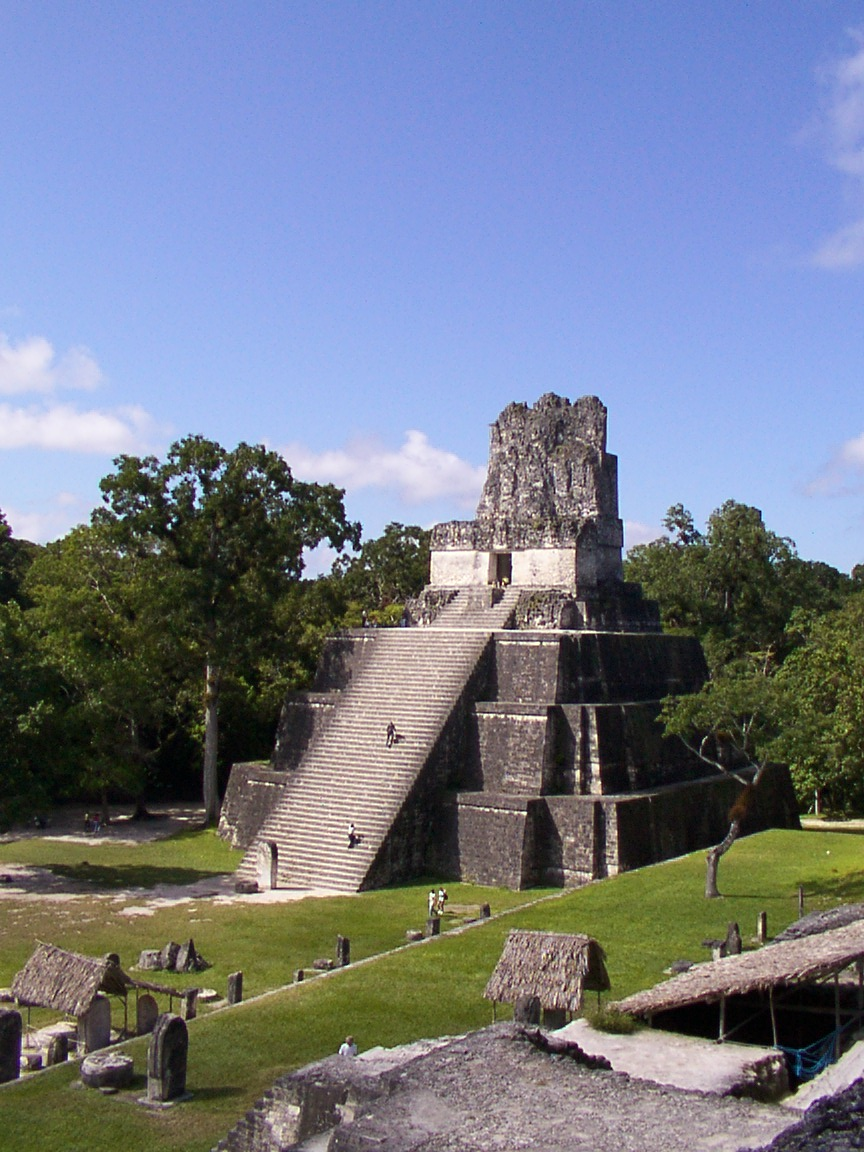
Archeologická lokalita Tikal

Nejvýznamnější civilizace během předkolumbovského období se rozvíjely na území tzv. Mezoameriky (Teotihuacán, Toltékové, Aztékové, Zapotékové, Mixtékové, Mayové, Olmékové, Totonakové). Po objevení Ameriky Kryštofem Kolumbem (1492) začala postupná kolonizace středoamerického regionu Evropany. Mezi roky 1519 a 1521 dobyl Hernán Cortés Aztéckou říši. V roce 1535 bylo španělským králem ustanoveno nové místokrálovství Nové Španělsko, které zahrnovalo převážnou část Střední Ameriky pod názvem generální kapitanát Guatemala. Kromě Španělů se ve středoamerickém regionu výrazněji prosadili Britové. Jejich državy Britský Honduras a Pobřeží Moskytů byly častým předmětem sporů mezi těmito národy.
15. září 1821 proběhla v městě Ciudad de Guatemala veřejná schůze, která vyústila v přijetí deklarace nezávislosti města na Španělsku a výzvu, aby ostatní oblasti v rámci kapitanátu udělaly totéž. Toto datum dodnes slaví většina středoamerických států jako státní svátek Den nezávislosti. Nezávislost ale netrvala dlouho – 5. ledna 1822 bylo území anektováno Mexickým císařstvím v čele s Agustínem de Iturbide. Po jeho rezignaci a rozpadu císařství vznikl 1. července 1823 nový stát Spojené provincie Střední Ameriky. Tento státní útvar se rozpadl v období 1838 až 1840 občanskou válkou. Během 19. století a začátku 20. století se uskutečnilo ještě několik pokusů o vytvoření společného státu. 20. století bylo i dobou několika občanských válek (guatemalská občanská válka, Sandinistická revoluce v Nikaragui, salvadorská občanská válka).
Roku 1903 se odtrhla Panama od Kolumbie. Od této doby se Panama snaží o kulturní a politické sblížení a integraci s ostatními středoamerickými státy i přes své tradičně silné vazby na Jižní Ameriku. Roku 1907 byl založen Středoamerický soudní dvůr. Až do roku 1934 do záležitostí středoamerických států poměrně výrazně zasahovaly USA svými intervencemi v rámci tzv. banánových válek.
Do roku 1981 bylo Belize britskou kolonií a i po získání nezávislosti spolupracuje na mezinárodní úrovni s anglofonními státy Karibiku a v procesu integrace Střední Ameriky stojí poněkud stranou.

## Přírodní podmínky

### Topografie
Území Střední Ameriky je rozděleno do 3 významných topografických oblastí.
- Středoamerická pohoří a doprovodné podhůří, vysočiny – táhnou se přes všechny středoamerické státy s výjimkou Belize. V Guatemale, Kostarice a Panamě dosahují poměrně velkých nadmořských výšek (nejvyšší vrchol Střední Ameriky Tajumulco je 4 220 metrů vysoký). Mezi zálivem Fonseca a nikaragujsko-kostarickou hranicí je pohoří přerušeno tzv. Nikaragujskou depresí o nízké nadmořské výšce, která je vyplněna jezery Managua a Nikaragua. Pohoří je vulkanického původu a stále zde probíhají sopečné erupce a zemětřesení. Patří sem např. Sierra Madre de Chiapas, Guatemalská vysočina, Cordillera de Talamanca.
- Pacifické nížiny – mezi Středoamerickým pohořím a pobřežím Pacifiku. V Guatemale nížina zasahuje až 40 km do vnitrozemí, v Salvadoru nebo Kostarice naopak hory sahají téměř až k pobřeží.
- Karibské nížiny – jsou podstatně rozlehlejší než ty na pacifickém pobřeží, především v Nikaragui či Hondurasu.

### Hydrografie

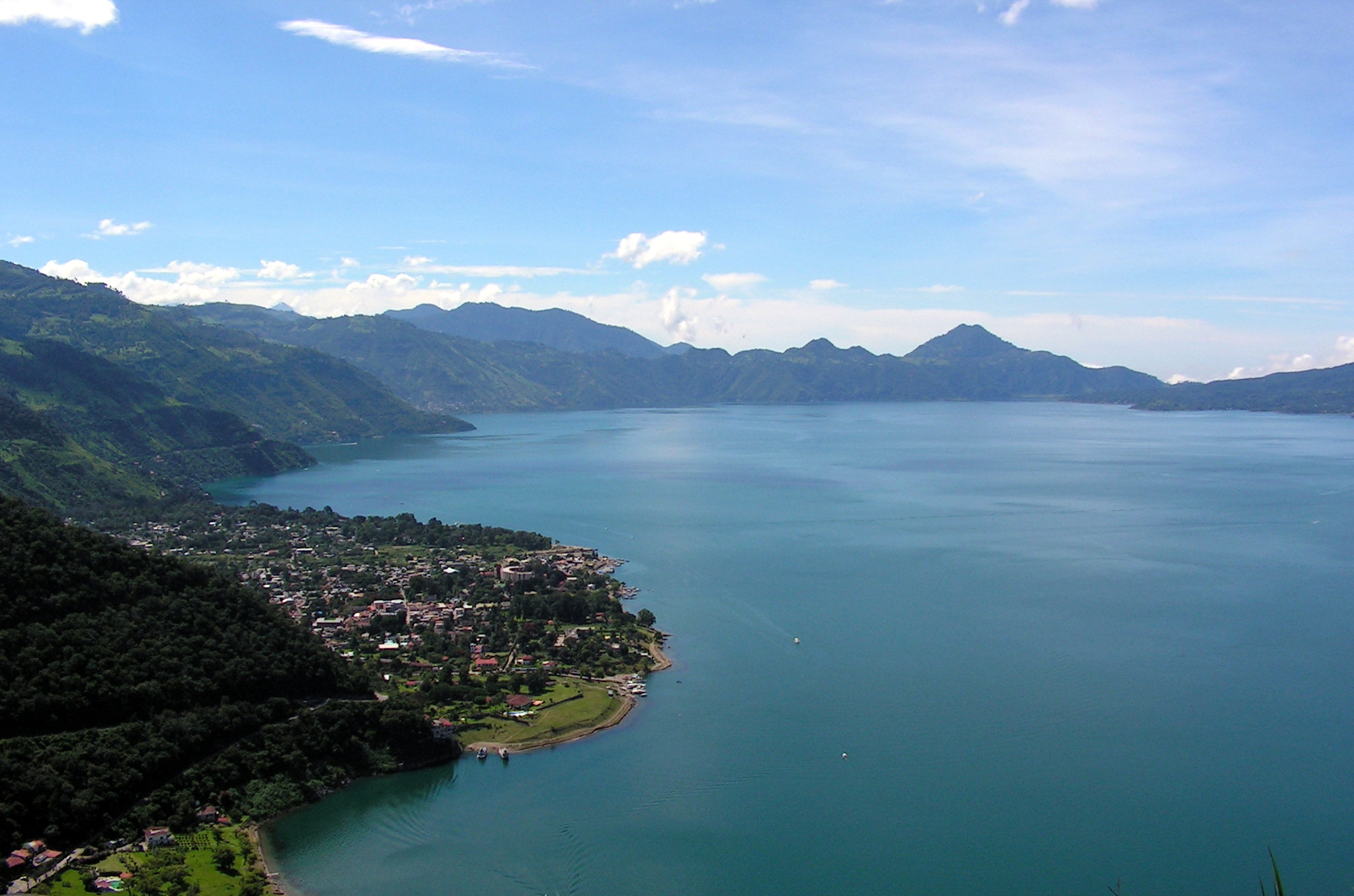
Jezero Atitlán (Guatemala)

Topografie středoamerického regionu předurčuje úmoří oceánů tak, že do Atlantiku směřují delší řeky (např. San Juan, Río Grande de Matagalpa, Coco, Patuca, Ulúa, Motagua, Hondo, Usumacinta), které protékají nížinami s poměrně klidným tokem, zatímco přítoky Pacifiku (např. řeky Lempa a Choluteca) jsou většinou kratší a překonávají na menší vzdálenosti větší výškový rozdíl, mají dravější tok.
Největší jezera v regionu jsou Nikaragua (8 430 km²), Managua (1 489 km²) a Izabal (590 km²). Nejvýznamnější vodní nádrží je bezesporu Gatúnské jezero na řece Río Chagres, které zajišťuje provoz Panamského průplavu. V kráterech nebo kalderách četných sopek se vyskytují vulkanická jezera (např. Irazú a Coatepeque).

### Klima
Střední Amerika se nachází v pásmu tropického podnebného pásu. Úmoří Karibského moře je bohatší na dešťové srážky, zatímco úmoří Tichého oceánu je sušší oblastí. Během roku se střídají období dešťů (přibližně mezi květnem a říjnem) a období sucha (listopad–únor). Režim srážek je výrazně proměnný kvůli své závislosti na směru větrů. Teplota je charakterizována malou diferencí mezi dnem a nocí. V hornatém reliéfu se klima odvíjí od nadmořské výšky a expozice svahů ke světovým stranám. Ve středoamerickém regionu se často vyskytují hurikány a tropické bouře (především karibské pobřeží Belize, Hondurasu a Nikaraguy).
Od úrovně hladiny moře až do výšek okolo 900 metrů se nachází „horké země“ s bohatými srážkami a vysokými teplotami téměř po celý rok. Mezi 1 000 a 2 500 m n. m. se průměrné roční teploty pohybují od 15 °C a 25 °C a srážky jsou především na konci léta. Nad 2 500 metrů se nachází chladné oblasti, kde prům. roční teploty nepřesahují 20 °C a rozdíly teplot mezi dnem a nocí jsou již výraznější.

### Využití půd
V roce 2010 bylo využití půd následující (vyjádřeno procentuálně z rozlohy celé Střední Ameriky):
- 37,73% listnaté lesy. Největší souvislé lesní bloky se nachází v regionech Petén (sever Guatemaly), Cordillera de Talamanca (pohraniční Kostariky a Panamy), Darién (jih Panamy) a v pohraničí severní Nikaraguy a západního Hondurasu.[p 1]
- 17,38% pastviny
- 12,56% fragmenovaná zemědělská krajina (kombinace trvalých a jednoročních plodin i přírodních prvků)
- 7,81% křoviny
- 6,59% pole/plantáže trvalých plodin (např. kakao, kávovník, cukrová třtina, banány)
- 5,30% pole jednoročních plodin (např. kukuřice, obilniny, zelenina)
- 4,34% jehličnaté lesy
- 2,65% vodní plochy (především jezera Nikaragua a Managua).
- 2,45% savany
- 1,04% smíšené lesy
- 1,03% porosty mangrovů
- 0,68% urbanizovaná plocha
- 0,22% mokřady
- 0,15% páramo
- 0,04% plochy s řidkým vegatečním pokryvem (např. pláže, lávová pole, útesy)

### Environmentální problémy
Činnost člověka přináší celou řadu negativních důsledků pro životní prostředí. Ve Střední Americe jsou nejpalčivější problémy odlesňování půdy a její následná eroze, znečištění vody splachem hnojiv z polí i vypouštěním splaškových vod bez odpovídajícího vyčištění, znečištění ovzduší v městských oblastech, kontaminace půdy odpadem z těžebního průmyslu.

## Politika
Všechny středoamerické státy jsou prezidentskými republikami; výjimkou je Belize, které je konstituční monarchií Commonwealth realm.
Po vzniku samostatných států (okolo roku 1840) se každý z nich potýkal v určité míře s rozpory mezi liberály a konzervativci. V Nikaragui přerostly do ozbrojeného boje, do kterého se zapojil William Walker – americký dobrodruh a žoldnéř – který se dokonce na krátký čas stal prezidentem státu. V 70. letech 19. století byli v Guatemale, Hondurasu a Salvadoru dominantní liberálové – v tomto období došlo k modernizaci socio-ekonomických vazeb, k odluce církve od státu, privatizaci obecní půdy, rozvoji pěstování a exportu kávy. Tím došlo k oslabení tradičnímu postavení armády a církve. I přesto byl nadále uplatňován autoritativní způsob vlády a násilné výměny prezidentů nebyly neobvyklé.
Začátek 20. století byl ve středoamerickým regionu naplněn řadou konfliktů, do kterých se často intervenovaly USA. Od 40. let 20. století prožívala Střední Amerika významný ekonomický růst doprovázený však příjmovou nerovností, mobilizací obyvatelstva, krizí v té době zaběhnuté společenské hegemonity a konflikty mezi elitami. V roce 1948 proběhla v Kostarice krátká občanská válka, po jejímž konci Kostarika zrušila armádu a dodržuje demokratické principy. Ve většině států (výjimka Kostarika) se však uplatnily vojenské režimy a diktatury. V 70., 80. a 90. letech se objevily guerillové boje v Guatemale, Salvadoru a Nikaragui.
Nikaragua prožila diktaturu rodiny Somozů (1950–1979) a v roce 1979 tzv. nikaragujskou revoluci. V Panamě v 70. a 80. letech 20. století panoval diktátorský režim Manuela Noriegy. Proti tomuto režimu podnikly Spojené státy americké v roce 1989 vojenskou intervenci.
Od druhé 90. let dvacátého století se ve státech Střední Ameriky začaly objevovat demokratické režimy s jistými nedostatky. Nikaragua pod vedením Daniela Ortegy se však od 10. let 21. století od demokratických principů odklání.

### Porovnání se světem
Následující tabulka ukazuje postavení středoamerických států v celosvětových žebříčcích různých indexů.
| Stát      | Index demokracie (2022) | Index demokracie (2022) | Index demokracie (2022) |       | Index ekonomické svobody (2021) | Index ekonomické svobody (2021) | Index ekonomické svobody (2021) |                 | Index svobody tisku (2021) | Index svobody tisku (2021) | Index svobody tisku (2021) |  | Index vnímání korupce (2022) | Index vnímání korupce (2022) | Index vnímání korupce (2022) |
| Stát      | Index                   | Poznámka                | Pořadí                  | Index | Poznámka                        | Pořadí                          | Index                           | Poznámka        | Pořadí                     | Index                      | Pořadí                     |  |                              |                              |                              |
| --------- | ----------------------- | ----------------------- | ----------------------- | ----- | ------------------------------- | ------------------------------- | ------------------------------- | --------------- | -------------------------- | -------------------------- | -------------------------- |  | ---------------------------- | ---------------------------- | ---------------------------- |
| Belize    | bez dat                 | –                       | –                       |       | 57.5                            | převážně nesvobodný             | 114.                            |                 | 27.61                      | patrné problémy            | 61.                        |  | bez dat                      | –                            |                              |
| Kostarika | 8.29                    | úplná demokracie        | 17.                     | 64.2  | mírně svobodný                  | 72.                             | 8.76                            | dobrá situace   | 5.                         | 54                         | 48.                        |  |                              |                              |                              |
| Panama    | 6.91                    | demokracie s nedostatky | 49.                     | 66.2  | mírně svobodný                  | 62.                             | 29.94                           | patrné problémy | 77.                        | 36                         | 101.                       |  |                              |                              |                              |
| Guatemala | 4.68                    | hybridní režim          | 98.                     | 64.0  | mírně svobodný                  | 75.                             | 38.45                           | složitá situace | 116.                       | 24                         | 150.                       |  |                              |                              |                              |
| Honduras  | 5.15                    | hybridní režim          | 91.                     | 59.8  | převážně nesvobodný             | 98.                             | 49.35                           | složitá situace | 151.                       | 23                         | 157.                       |  |                              |                              |                              |
| Nikaragua | 2.50                    | autoritářský režim      | 143.                    | 56.3  | převážně nesvobodný             | 125.                            | 39.98                           | složitá situace | 121.                       | 19                         | 167.                       |  |                              |                              |                              |
| Salvador  | 5.06                    | demokracie s nedostatky | 91.                     | 61.0  | mírně svobodný                  | 94.                             | 30.49                           | patrné problémy | 82.                        | 34                         | 113.                       |  |                              |                              |                              |

## Obyvatelstvo
Následující tabulka zachycuje etnické složení středoamerických států dle mexického antropologa Francisca Lizcana Fernándeze.
| Stát      | Indiáni (%) | Kreolové (%) | Mesticové (%) | Mulati (%) | Černí (%) | Kreolové a Garífuna (%) | Asiaté (%) |
| --------- | ----------- | ------------ | ------------- | ---------- | --------- | ----------------------- | ---------- |
| Belize    | 10,6        | 4,3          | 48,7          | –          | 0,3       | 31,0                    | 3,7        |
| Guatemala | 53,0        | 4,0          | 42,0          | –          | –         | 0,2                     | 0,8        |
| Salvador  | 8,0         | 1,0          | 91,0          | –          | –         | –                       | –          |
| Honduras  | 7,7         | 1,0          | 85,6          | 1,7        | –         | 3,3                     | 0,7        |
| Nikaragua | 6,9         | 14,0         | 78,3          | –          | –         | 0,6                     | 0,2        |
| Panama    | 8,0         | 10,0         | 32,0          | 27,0       | 5,0       | 14,0                    | 4,0        |
| Kostarika | 0,8         | 82,0         | 15,0          | –          | –         | 2,0                     | 0,2        |

### Jazyky
Nejrozšířenější používaný jazyk je španělština, která je zároveň oficiálním jazykem 6 středoamerických států (započítávají se do skupiny tzv. hispanoamerických zemí) a je hojně používaná i v Belize, kde je úředním jazykem angličtina. Kromě toho nemalá část obyvatelstva (zejména v Guatemale) používá své vlastní jazyky (především mayské jazyky, Xinca, Garífuna, Arawakan atd.). Rozšířené zde jsou i kreolské jazyky na základě angličtiny (belizská kreolština, kreolština na karibském pobřeží Nikaraguy, Kostariky a Panamy).

### Chudoba
Ekonomická situace v jednotlivých středoamerických státech je rozdílná. Zatímco Kostarika a Panama mají silnější ekonomiky, než je průměr v Latinské Americe, ostatní středoamerické státy jsou pod latinskoamerickým průměrem. Procento chudých a extrémně chudých obyvatel je přímo závislé na ekonomickém postavení státu.
- procentuální zastoupení obyvatelstva žijícího v chudobě:[23]
  - 60,9% Honduras (rok 2016)
  - 59,3% Guatemala (rok 2014)
  - 29,2% Salvador (rok 2017)
  - 24,9% Nikaragua (rok 2016)
  - 20,7% Panama (rok 2017)
  - 20,0% Kostarika (rok 2017)
- procentuální zastoupení obyvatelstva žijícího v extrémní chudobě:[23]
  - 38,4% Honduras (rok 2016)
  - 23,4% Guatemala (rok 2014)
  - 9,8% Panama (rok 2017)
  - 6,9% Nikaragua (rok 2016)
  - 6,2% Salvador (rok 2017)
  - 5,7% Kostarika (rok 2017)

## Kultura

### Světové dědictví UNESCO
K září 2023 figurovalo na seznamu světového dědictví UNESCO celkem 18 středoamerických lokalit. 9 z nich má charakter přírodního dědictví, 8 kulturního dědictví a 1 lokalita je smíšená. Památky kulturního dědictví pochází z předkolumbovského období i z období španělské koloniální nadvlády.
- Přírodní dědictví: Darién (PA), La Amistad (PA,CR), Coiba (PA), Guanacaste (CR), Kokosový ostrov (CR), Belizský bariérový útes (BE), Río Plátano (HN)
- Kulturní dědictví z předkolumbovského období: Joya de Cerén (SV), Quiriguá (GT), Copán (HN), Kamenné koule v Kostarice (CR), Takalik Abaj (GT)
- Kulturní dědictví z koloniálního období: Antigua Guatemala (GT), León Viejo (NI), Portobelo a San Lorenzo (PA), Koloniální mezioceánské stezky v Panamě (PA), Katedrála v Leónu (NI)
- Smíšené dědictví: Tikal (GT)

## Integrace středoamerických států

Logo SICA

Středoamerické státy se více či méně snaží o vzájemnou spolupráci a všeobecný rozvoj celého regionu. Intenzivnější proces integrace začal v roce 1907, kdy byl ustanoven Středoamerický soudní dvůr (Corte Centroamericana de Justicia). Další krok integračního procesu nastal v roce 1951 založením Organizace středoamerických států (Organización de Estados Centroamericanos, zkratka ODECA). Od roku 1991 existuje jako nástupce ODECA Středoamerický integrační systém (Sistema de la Integración Centroamericana, zkratka SICA). Tohoto projektu se účastní státy Belize, Panama a Dominikánská republika, které z přístně historického hlediska do středoamerického prostoru nespadají.
Další mezistátní regionální organizace působící ve Střední Americe jsou:
- Středoamerický společný trh (Mercado Común Centroamericano, MCAA)
- Středoamerický parlament (Parlamento Centroamericano, PARLACEN)
- Středoamerická banka pro ekonomickou integraci (Banco Centroamericano de Integración Económica, BCIE)
- Guatemala, Honduras, Salvador a Nicaragua mají společnou vízovou politiku vůči třetím státům, navíc jejich dospělí občané se smějí mezi jednotlivými zapojenými státy svobodně pohybovat pouze se svým občanským průkazem.[25]